# Грег Граффін
Гре́горі Во́лтер Гра́ффін, більш відомий як Грег Граффін (англ. Gregory Walter Graffin; 6 листопада 1964, Расін, США) — американський панк-рок музикант, кандидат біологічних наук. Відомий як вокаліст і автор пісень гурту Bad Religion. Викладає в Каліфорнийському університеті (UCLA) природничі науки та еволюційну теорію.

## Біографія

### Освіта
Він та його колеги по гурту Bad Religion — Бретт Гуревич та Джей Бентлі — закінчили El Camino Real High School. Після школи він вчився антропології та геології в UCLA. У 1987 році після закінчення навчання здобув ступінь магістра природничих наук. Не бажаючи зупинятись на досягнутому, в 1990 році він здобув науковий ступінь в Корнелльскому університеті. Грег захистив докторську дисертацію по зоології на тему «Монізм, атеїзм та натуралістичне бачення: перспективи еволюційної біології». Робота переважно стосується еволюційної біології, але в ній є також дослідження по історії та філософії науки. По цих напрямах Грег працював у Каліфорнійському університеті.

### Наукова діяльність
Граффін викладає в Каліфорнійському університеті природничі науки. Його курс лекцій охоплює теорію Дарвіна (еволюції), природний відбір та вимирання.

## Кар'єра в межах Bad Religion
Грег Граффін для багатьох людей перш за все відомий як вокаліст і автор пісень гурту Bad Religion. Він єдиний музикант, що грає в гурті від самого початку. Наразі в ній також грають Бретт Гуревич (відомий як Містер Бретт) та Джей Бентлі. Вони двоє брали участь в заснуванні гурту ще у 1979 році, але в різний час виходили зі складу гурту.
В 1979 році, коли по світу пройшла перша хвиля панк-року, Грег разом з декількома однокласниками зібрав гурт Bad Religion в Лос-Анджелесі.

## Музична діяльність поза гуртом
В 1997 році Грег записав свій сольний альбом «American Lesion». Пісні з цього альбому виконані в фолк-ключі, набагато м'якішому ніж звук Bad Religion. Пісні для альбому були написані в той час, коли Грег переживав розлучення. Це відобразилось на ліриці пісень.

## Кіно
Пісні Грега Граффіна та Bad Religion можна почути як саундтрек у фільмах «Клерки» 1993 року та «Заводной парень» (Jet Boy) 2001 року.